# August Cieszkowski

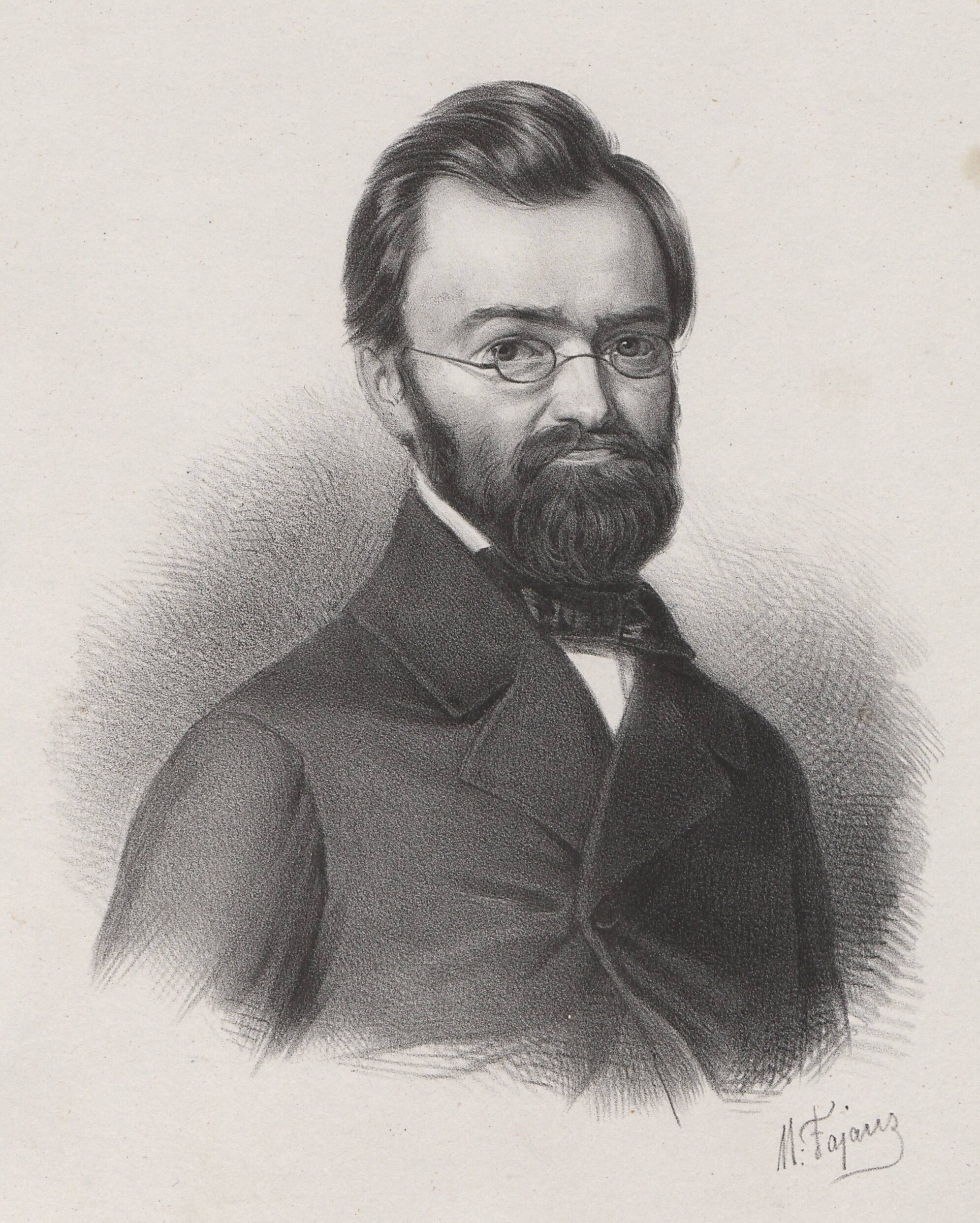
August Cieszkowski

Graf August Cieszkowski (manchmal: August von Cieszkowski, * 12. September 1814 in Sucha bei Warschau; † 12. März 1894 in Wierzenica bei Swarzędz) war polnischer Geschichtsphilosoph, Ökonom und politischer Aktivist. Cieszkowski war Anhänger der Philosophie Hegels, löste sich später von ihr und entwarf schließlich eine „christologische Weltauffassung“.

## Leben
Graf August Cieszkowski wurde als Nachkomme einer sehr wohlhabenden Familie geboren. Er studierte an der Jagiellonen-Universität in Krakau und ab 1832 an der Friedrich-Wilhelm Universität Berlin. Mit der Philosophie Hegels wurde er durch Vorlesungen bei Karl Ludwig Michelet bekannt. Cieszkowski promovierte an der Universität Heidelberg 1838. Nach Beendigung des Studiums reiste er durch Europa. In Paris lernte er 1844 Proudhon und Karl Marx persönlich kennen.
Cieszkowski war Mitbegründer der Liga Polska. Von 1848 bis 1855 war er Abgeordneter der preußischen Nationalversammlung bzw. der zweiten Kammer des Preußischen Abgeordnetenhauses. Er versuchte eine Universität in Posen zu gründen und war Mitbegründer der Posener Gesellschaft der Freunde der Wissenschaften und Präsident der Gesellschaft (1857–1858, 1861–1868, 1885). 1873 trat er in Beziehung zur Krakauer Polnische Akademie der Gelehrsamkei, die 1872 gegründet worden war.

## Philosophie
Cieszkowski teilt die Weltgeschichte in drei Epochen: In der vorchristlichen Zeit beherrscht der Wille das Denken, in der Epoche von Jesus bis Hegel dominiert das Denken den Willen. Erst nach Hegel entfaltet sich der Idealismus: Nun wird sich die Philosophie des christlichen Willens bewusst. Dieser Willen ist nicht mehr nur ein „Filialausfluß der erkenntnis-theoretischen Tätigkeit“ (Cieszkowski), sondern hat ein eigenes Wesen. In der Epoche nach Hegel herrscht der Heilige Geist in einem „dritten Reich“. Er fordert von den Slawen, eine christlich-brüderliche Welt aufzubauen. Sonst droht eine Zeit des falschen „dritten Reiches“.

## Werke
- Prolegomena zur Historiosophie. Veit, Berlin 1838. MDZ Reader
- Du crédit de la circulation. Treuttel et Wurtz, Paris 1839. (Digitalisat)
- Gott und Palingenesie. E. H. Schroeder, Berlin 1842. MDZ Reader
- De la pairie et de l'aristocratie moderne. Amyot, Paris 1844. (Digitalisat)
- Zur Verbesserung der Lage der Arbeiter auf dem Lande. Ein Vortrag gehalten in der zweiten General-Versammlung des landwirtschaftlichen Provinzial-Vereins für die Mark Brandenburg und die Niederlausitz am 17. Mai 1845. E. H. Schröder, Berlin 1846.
- Ojcze-nasz. 4 Bände. Maulole & Renou, Paryž 1848 ff. Band 4 1899 Digitalisat
  - Vater unser. Neue, vollst. Ausg. Urachhaus, Stuttgart 1996, ISBN 3-8251-7106-X.
- Zusammenstellung von staats- und völkerrechtlichen Urkunden, welche das Verhältniß des Großherzogthums Posen zur Preußischen Krone betreffen. Nebst einigen Erläuterungen. Unger, Berlin 1849.
- Antrag zu Gunsten der Klein-Kinder-Bewahranstalten als Grundlage der Volks-Erziehung. Beirag zur Bestimmung und Feststellung der Aufgaben des Staates in Beziehung auf Volkswohlstand und Cultur. W. Moeser, Berlin 1855.